# Arethusa (Nereide)
Arethusa (altgriechisch Ἀρέθουσα) ist in der griechischen Mythologie eine Tochter des Nereus und der Okeanide Doris und somit eine der Nereiden.
Als Nereide wird sie einzig im Nereidenkatalog bei Hyginus Mythographus genannt. Eine Najade des Namens ist mit dem Flussgott Alpheios verbunden. Um dem drängenden Werben des Alpheios zu entkommen, bittet sie Artemis um Hilfe, die sie in eine Quelle verwandelt. Die Stadt Syrakus ließ ihren Kopf auf Münzen prägen, und ihr Name war als Quellname weit verbreitet.